# Deckenbrock
Deckenbrock ist der Name eines historischen Oberhofes in Everswinkel in dem Kreis Warendorf in Nordrhein-Westfalen und ein Familienname.

## Oberhof Deckenbrock

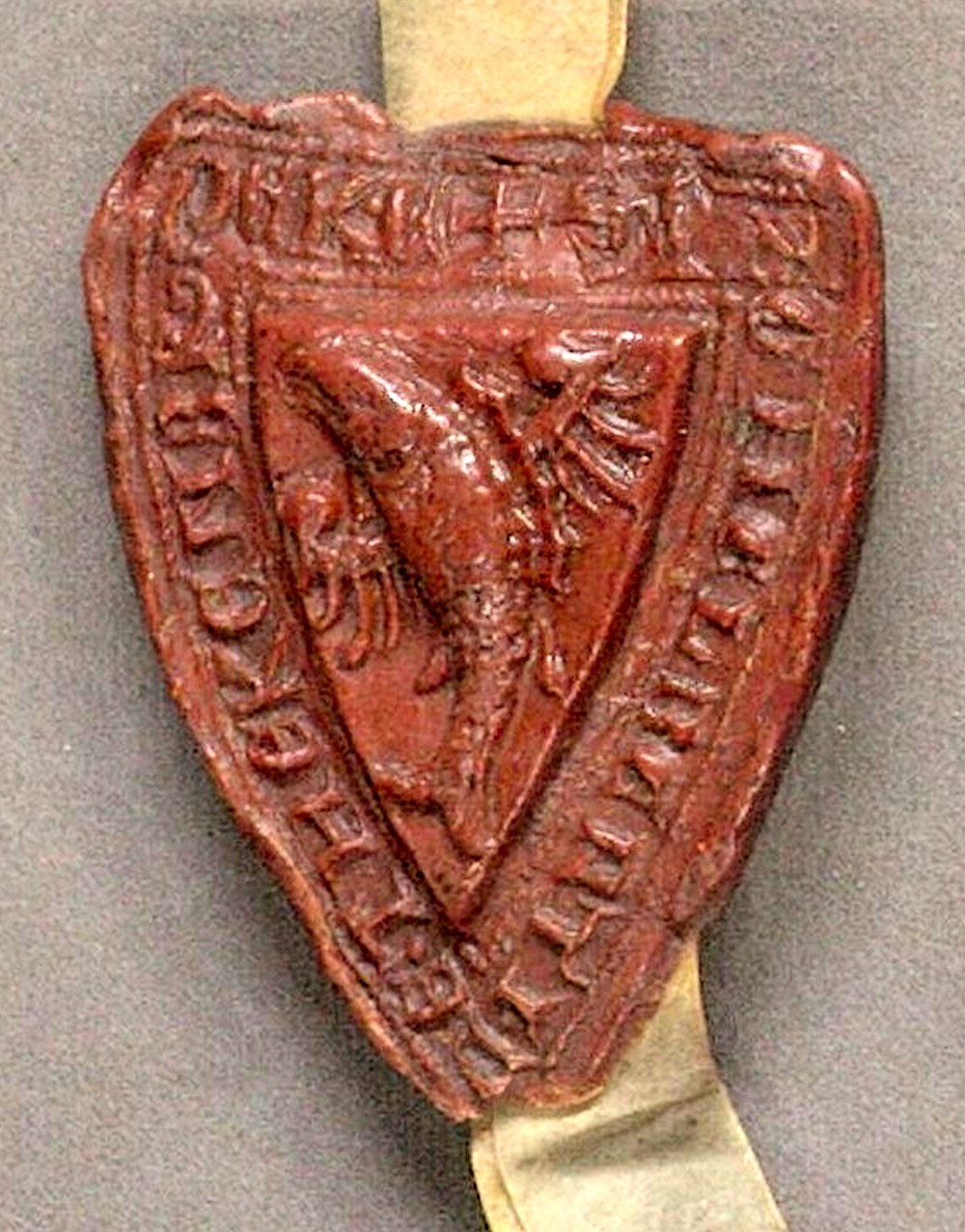
Wappen im Siegel des Engelbert von Deckenbrock (1295)

Erstmals wird kurz nach 1040 ein Oberhof Decchebrugke genannt, der nach einer Urkunde des Klosters Überwasser (Ursprung der Überwasserkirche in Münster) eine Abgabe zu entrichten hatte. Eigentümer dieses Oberhofes war damals (und teilweise bis zu dem 20. Jahrhundert) das edelfreie Adelsgeschlecht von Deckenbrock und Droste zu Hülshoff, dessen ursprünglicher Stammsitz dort ist und das diesen Oberhof nach seiner Familienüberlieferung als freies Eigen, d. h. ohne Lehnsherr, besaß. Weil die von Deckenbrock seit ihrer ersten urkundlichen Erwähnung (1209) die Ritterwürde besaßen, dürfte ihr Oberhof ursprünglich Adelsrechte besessen haben. Schon in karolingischer Zeit mussten voll wehrpflichtige Männer mindestens neun Hofstellen besitzen. Der Familie von Deckenbrock gehörten im Mittelalter in Everswinkel auch die Höfe Detharding (Deiters) und Tor Heyde. Sie hatte auch erheblichen weiteren Gutsbesitz in Nordwalde, Telgte, Alverskirchen, Greven sowie den heute zu Münster gehörenden Kirchspielen Überwasser, St. Mauritz und Handorf.
1209 wird in einer Urkunde des Klosters Überwasser als Zeuge der Ritter Bernhardus de Thekenbroke genannt, der wahrscheinlich im Gefolge des damaligen Bischofs von Münster Hermann II. von Katzenelnbogen am dritten Kreuzzug teilgenommen hat. In der Zeit seines Sohnes Johann I. (urkundlich erwähnt 1229 bzw. 1248) wurde der Hof etwa 1250 in der Familie geteilt in die Höfe Grosse Deckenbrock und Lütke Deckenbrock, die gemeinsam knapp 200 Hektar groß gewesen sein sollen. Engelbert von Deckenbrock (1266–1298) verlegte seinen Hauptsitz in die Stadt Münster, weil der mächtig gewordene Bischof von Münster dessen Befestigung versagte. Er wurde danach nur noch mit Hörigen besetzt und verlor allmählich seine Adelsrechte. Nach einer Urkunde von 1301 war Lütke Deckenbrock damals Eigentum des Klosters Überwasser, von dem es die Familie von Deckenbrock als Lehen empfing.
Als Bernhard II. von Droste zu Hülshoff Große Deckenbrock 1572 für 9.100 Taler verkaufte, müssen dazu angesichts des hohen Kaufpreises noch andere Güter gehört haben. 1775 ersteigerte Clemens August I. von Droste zu Hülshoff, Großvater der Dichterin Annette von Droste-Hülshoff, Grosse Deckenbrock für 5.242 Taler.
1933 verkaufte es der letzte männliche Spross des Stammhauses dieser Familie, Werner Freiherr von Droste zu Hülshoff (1872–1945). Der größte Teil des Gutes wurde von den bisherigen Pächtern übernommen.
Heute besteht in der Bauerschaft Wester von Everswinkel das Gehöft Lütke Deckenbrock. Der frühere Hof Grosse Deckenbrock benennt sich nach seiner heutigen Eigentümerfamilie.

## Herkunft der Edelherren von Deckenbrock
Die ursprüngliche Herkunft der Edelherren von Deckenbrock ist noch nicht endgültig geklärt. Dass es sich um ein altes Dynastengeschlecht handelt, darf angenommen werden. Denn zum Oberhof Deckenbrock dürften zahlreiche Unterhöfe gehört haben, von denen einige nachgewiesen sind. Ursprünglicher Sitz dürfte das unmittelbar angrenzende Haus Borg gewesen sein, nach dem sich noch Everwin II. von Droste zu Handorf, der damalige Eigentümer von Grosse Deckenbrock und sein Sohn Johann Droste zu Handorf "bzw. zu Borg" (1495–1558) benannten. Auf dessen Gelände, das ursprünglich dem Domkapitel von Münster gehört haben soll, soll schon 867 als "Eigenkirche" die Wehrkirche St, Magnus von Everswinkel gegründet worden sein.
Am wahrscheinlichsten ist eine Abstammung der Edelherren von Deckenbrock von den Edelherren von Steinfurt, welche von den Herren von Meinhövel abstammten, den Vizevögten des Bistums Münster. Eines Stammes damit sind die Edelherren zu Münster (westfälisches Adelsgeschlecht), mit denen die Ebenbürtigkeit der von Deckenbrock durch Heiraten nachgewiesen ist. In einer Urkunde Nr. 45 des Stifts Überwasser aus dem Jahr 1301 sind die Edelherren von Steinfurt Eigentümer sowohl von Burg Hülshoff als von Deckenbrock mit den Höfen Aldendorp und Horst, welche sie mit vielen anderen Besitztümern für 600 Mark Münsterscher Denarien der Äbtissin verpfändeten. Auch Holsenbürger sagt, dass Hof Lütke Deckenbrock 1301 in den Besitz des Stiftes Überwasser kam. Der Hof Grosse Deckenbrock dagegen war nach ihm Eigentum der von Deckenbrock geblieben. Bernhard I. von Steinfurt war 1168 Dompropst von Münster; auch Johann I. und II. von Deckenbrock wurden im 13. Jahrhundert Dienstmänner des Bistums Münster. Sowohl Bernhard I. von Deckenbrock wie Rudolf II. von Steinfurt, der Erbauer von Schloss Burgsteinfurt, sollen mit Bischof Hermann II. von Katzenelnbogen am dritten Kreuzzug teilgenommen haben. Mehrere Besitzungen derer von Steinfurt und von Deckenbrock in Everswinkel, Münster und Drensteinfurt waren benachbart. Die Herren von Steinfurt waren Vögte des Stifts Überwasser; Engelbert von Deckenbrock wurde Kämmerer dieses Stifts und seine Nachfolger Schöffen und Ratsherren des Kirchspiels Überwasser; vor dem Chor der Überwasserkirche wurden sie bestattet. Die von Deckenbrock hatten im 13. und 14. Jahrhundert auch das Erbamt eines Drosten des Domkapitels Münster inne. Es war das höchstrangige Ehrenamt, das damals eine hochadelige Abkunft voraussetzte. Mit Ludolf von Steinfurt schloss auch Johann III. von Deckenbrock noch 1338 namens der Stadt Münster ein Separatbündnis. Die Deckenbrock/Droste zu Hülshoff hatten auch weitere Beziehungen im Sippenverband der Meinhövel: Sie stellten als deren Nachfolger Äbtissinnen und Stiftsdamen des Klosters Hohenholte, das von den Edelherren von Münster gefördert und von ihren Verwandten, den Edelherren von Bevern gegründet worden war.
Auch für eine mögliche Abstammung von den Grafen Tecklenburg, den Edelherren von Rheda/von der Lippe oder den von Hoerde gibt es Anhaltspunkte. Verwandtschaft bestand schon ab dem 13. Jahrhundert auch mit anderen führenden Familien des Stiftsadels wie z. B. den Langen, den Rittern von Schonebeck (Adelsgeschlecht) und den Morrien.

## Familienname Deckenbrock
Vom Namen des Oberhofes Deckenbrock leiten sich ab:
- der Familienname des Adelsgeschlechts von Deckenbrock/Droste zu Hülshoff bzw. folgender Familienmitglieder:

- Engelbert von Deckenbrock
- Johann III. von Deckenbrock
- Everwin I. von Deckenbrock
- Alhard I. von Deckenbrock

- der Familienname der bäuerlichen Familien Deckenbrock und Lütke Deckenbrock, benannt nach ihren Höfen

Es besteht keine Verwandtschaft zwischen dem Adelsgeschlecht von Deckenbrock/Droste zu Hülshoff und diesen Familien mit den Namen Deckenbrock oder Lütke Deckenbrock.

## Ursprung des Namens
Der Name wurde aus dem Plattdeutschen de Ekenbrock (vom Eichenbruch) hergeleitet. Vinzenz Buntenkötter leitet ihn wohl richtig ab von der ursprünglichen Gemarkung Hiäkenbrock in der Nähe des heutigen Bauernhofes Lütke Deckenbrock. Brock ist eine tiefliegende mit Wasserlachen durchzogene Fläche. Auf dieser Gemarkung soll sich eine alte Siedlung am Hang oberhalb eines Wasserlaufes befunden haben.

## Belege
1. ↑  Wilderich von Droste zu Hülshoff: 900 Jahre Droste zu Hülshoff. 2. erweiterte Auflage, Verlag LPV Hortense von Gelmini, Horben 2022, ISBN 978-3-936509-19-9
2. ↑  Alois Schroers: Die Kirche in Westfalen im Zeichen der Erneuerung. 1555–1648.  Bd. I., Münster 1986, S. 200.
3. ↑  Alois Buntenkötter: Die Geschichte Everswinkels im Überblick. Vortrag am 27. April 2005.
4. ↑  Johann Holsenbürger: Die Herren v. Deckenbrock (v. Droste-Hülshoff) und ihre Besitzungen. S. 11 (Bürgermeister Johann III. von Deckenbrock-Droste, * vor 1295  † 1349, war über seine Schwester Adelheid ein Schwager des Ritters Ludwig von Münster), Johann Holsenbürger: Die Herren v. Deckenbrock (v. Droste-Hülshoff) und ihre Besitzungen. S. 12 (die Schwiegermutter des Bürgermeisters Johann VI. Droste zu Hülshoff, * 1430 † 1499, war Anna von Münster), Johann Droste († 1596) heiratete eine Tochter des Dompropstes Bernhard von Münster
5. ↑  Johann Holsenbürger: Die Herren v. Deckenbrock (v. Droste-Hülshoff) und ihre Besitzungen. Münster i.W. 1869.
6. ↑  siehe Diskussion zum Wikipediaartikel Burg Hülshoff
7. ↑  Engelbert von Deckenbrock war mit Adelheid von Langen (mit den Rauten) verheiratet
8. ↑  Johann Holsenbürger: Die Herren v. Deckenbrock (v. Droste-Hülshoff) und ihre Besitzungen. S. 95 (Bernhard III. Droste zu Möllenbeck, ein Sohn von Everwin von Droste zu Möllenbeck, heiratete Elisabeth von Morrien)
9. ↑  Johann Holsenbürger: Die Herren v. Deckenbrock (v. Droste-Hülshoff) und ihre Besitzungen. Münster i.W. 1869. Genealogisches Handbuch des Adels, Band XVII